# 操坦道
操 坦道（みさお たんどう、1893年1月2日 - 1994年9月11日）は、日本の医学者、内科学者、感染症学者、ウイルス学者。臨床医学の日本における紹介者で、ウイルス性疾患研究の第一人者だった。九州大学名誉教授、日本感染症学会名誉会員。

## 経歴
鹿児島県の沖永良部島の現・和泊町出身。代々村長かつ学者の家系だった操家に生まれる。名前の由来は王陽明の「信歩行来皆坦道」。西郷隆盛が沖永良部島に流刑になった際は祖父・操坦栽が世話をし、隆盛が父の操坦勁のために書いた家族生活の心得や曾祖父の操坦晋が遺した家訓「清慎」のもと、坦道は育てられた。1906年4月に鹿児島市の鹿児島県立第二鹿児島中学校 (旧制)へ入学。同校の寄宿舎「成徳寮」で暮らす。1911年に同校を卒業。鹿児島県立甲南高等学校（旧制第二鹿児島中の後身校）同窓会の福岡県地域組織「福岡甲南会」結成時には初代会長を務め、後に名誉会長。1914年7月第七高等学校造士館 (旧制)を卒業し、1918年12月に九州帝国大学医科大学卒業。
九大卒業と同時に同校の生理学教室（石原誠教授）に加わり、助手・講師を経て1923年6月助教授。遺伝学や免疫学の基礎研究に取り組んだ。その後、生理学から内科学へ転向して1926年8月に金子廉次郎主宰の九大医学部第一内科へ入局し、1932年12月助教授に就任。1935年11月から翌年7月まで在外研究員としてドイツ、イタリア、アメリカへ留学。九大医学部での門下生に金久卓也鹿児島大学名誉教授がいる。1939年3月日赤広島支部病院副院長に就任。1940年5月、九州帝国大学医学部教授（第一内科）就任。教授職の間九州大学医学部附属病院院長（1946年6月～1948年7月）と医学部長（1954年7月～1956年3月）を歴任。1956年3月に九州大学を定年退官し、請われて国家公務員共済組合連合会浜の町病院初代院長に就任。地域医療にも尽力し、1977年3月まで務める。
また、日本学術会議委員、日本内科学会会頭、日本循環器学会会長、日本伝染病学会会長も歴任した。

## 研究内容・成果
その研究は感染症、循環器、血液、脳波、人類遺伝、臨床病理、臨床生化学、臨床心理、栄養失調ほか、一般臨床に至る多方面に及んだ。特にワイル氏病、デング熱、インフルエンザ、日向熱・鏡熱（風土病）の研究が有名。また、腺熱リッチケア症を名付け研究。日本脳炎の疫学的研究もおこなった。
- 日本で初めて臨床遺伝学を導入[1]。
- 日本で初めてインフルエンザの型を決定。1947年にインフルエンザが大流行したときそのウイルスをA型と発表し承認される。[4]
- それまで漠然と「腺熱」と呼ばれていた熱病の病原体を確認しウイルス分離に成功。1947年にそれまで九州にはないとされていた腺熱の患者を八幡市 (福岡県)で4名発見。[4]
- 1963年、福岡市の患者から取り出した菌より病原体を分離することに成功し、人体に接種して病原性を確認。学会で注目され、後に「日向熱」や「鏡熱」などと呼ばれていた風土病の一部がこの病原体と同じものによると確認された。[4]

主な著書に『臨床医学検査法』『呼吸器疾患の鑑別診断』『血液の疾患治療並びに適応処方』など。

## 表彰等
- 1956年 西日本文化賞（「ビールス病に関する研究」に対して）[1]
- 1966年 勲二等旭日重光章 [1][2]
- 1967年 第11回野口英世記念医学賞（「九州における地方熱（鏡熱）の病原体の研究」に対して）[1][2][3][8]

## 論文・寄稿文
- 操坦道「肝硬變」『日本消化機病学会雑誌』第32巻第11号、日本消化器病学会、1933年、697-732頁、doi:10.11405/nisshoshi1902.32.11_697、ISSN 0446-6586、NAID 130006143219。
- 操坦道, 山田泰「インフルエンザの研究」『日本傳染病學會雜誌』第18巻第11号、日本感染症学会、1944年、461-475頁、doi:10.11552/kansenshogakuzasshi1926.18.461、ISSN 0021-4817、NAID 130004126221。
- 操坦道「デング熱」『日本内科学会雑誌』第37巻第2号、日本内科学会、1948年、29-40頁、doi:10.2169/naika.37.29、ISSN 0021-5384、NAID 130000884448。
- 操坦道, 吉富正一「引揚沖繩縣民の榮養失調者に於ける臨床的觀察」『日本消化機病學會雜誌』第46巻第3号、日本消化器病学会、1949年、28-30頁、doi:10.11405/nisshoshi1946.46.3-4and7-8_28、ISSN 0446-6586、NAID 130006149215。
- 操坦道, 谷山雅哉「最低榮養カロリーに關する觀察」『日本消化機病學會雜誌』第46巻第3号、日本消化器病学会、1949年、25a-28、doi:10.11405/nisshoshi1946.46.3-4and7-8_25a、ISSN 0446-6586、NAID 130006149224。
- 操坦道, 木村登, 柳瀬敏幸「3)先天性心臟疾患の1家系について」『日本循環器學誌』第15巻第3号、日本循環器学会、1951年7月、74頁、ISSN 00471828、NAID 110002731578。
- 操坦道, 木村登, 藤澤研, 稲垣文朗, 篠原俊雄, 朔淳一, 大野茂男, 南部典則, 藤本幸雄「15)ヂギトキシンの臨床」『日本循環器學誌』第15巻第3号、日本循環器学会、1951年7月、81-83頁、ISSN 00471828、NAID 110002731590。
- 操坦道「鹿児島県出水郡長島に於ける蚊族調査成績」『東京医事新誌』第68巻第9号、東京医事新誌局、1951年9月、12-13頁、ISSN 0371800X、NAID 40018657030。
- 操坦道「昭和24-25年の冬全国的に流行したインフルエンザBについて-1-」『東京医事新誌』第68巻第11号、東京医事新誌局、1951年11月、9-12頁、ISSN 0371800X、NAID 40018656895。
- 操坦道, 手島第一郎, 田中外喜, 沖和貴, 小野蘇牧, 福田武夫, 河原行也, 木村光雄, 西村勇, 廣吉清一, 光富愼吾, 野口春陽, 大道八六, 桑島惠一, 泊嘉乃夫「昭和26年度福岡縣下に發生した赤痢」『日本内科学会雑誌』第41巻第7号、日本内科学会、1952年、408-414頁、doi:10.2169/naika.41.408、ISSN 0021-5384、NAID 130000883911。
- 操坦道, 金久卓也, 加地正郎「インフルエンザの自然感染免疫」『ＶＩＲＵＳ』第2巻第2号、日本ウイルス学会、1952年、123-130頁、doi:10.2222/jsv1951.2.123、NAID 130003854172。
- 操坦道「伝染性下痢症の疫学的考察」『公衆衛生』第11巻第1号、医学書院、1952年1月、35-39頁、ISSN 03685187、NAID 40017771920。
- 操坦道, 木村光雄「流行性インフルェンザの臨牀」『日本医事新報』第1449号、日本医事新報社、1952年2月、387-390頁、ISSN 03859215、NAID 40018210836。
- 操坦道「黄疸出血性レプトスピラ病のテラマイシン療法について」『日本医事新報』第1455号、日本医事新報社、1952年3月、843-845頁、ISSN 03859215、NAID 40018210876。
- 操坦道「黄疸出血性レプトスピラ病の診断及び治療」『診療室』第4巻第8号、医学書院、1952年7月、135-159頁、NAID 40017937975。
- 操坦道「細菌性赤痢のクロロマイセチン療法」『治療薬報』第493号、三共、1952年8月、4-8頁、ISSN 03856615、NAID 40018060048。
- 操坦道, 廣吉清一, 勝田京一, 西原康雄, 小林讓, 桑島惠一「アイロタイシン療法:第1報 各種細菌に對する抗菌力と血中並に臟器内濃度」『日本内科学会雑誌』第42巻第6号、日本内科学会、1953年、402-405頁、doi:10.2169/naika.42.6_402、ISSN 0021-5384、NAID 130000883800。
- 操坦道, 廣吉清一, 勝田京一, 西原康雄, 小林讓, 桑島惠一「福岡市に於ける野犬の保有するレプトスピラ」『日本内科学会雑誌』第42巻第3号、日本内科学会、1953年、101-106頁、doi:10.2169/naika.42.101、ISSN 0021-5384、NAID 130000883842。
- 操坦道「骨髓穿刺の方法について」『診療』第6巻第9号、診療社、1953年9月、765-769頁、ISSN 0371-0092、NAID 40017937248。
- 操坦道, 加地正郎「インフルエンザ・ビールスの分離について」『内科の領域』第1巻第4号、医歯薬出版、1953年10月、293-299頁、ISSN 04694961、NAID 40018176077。
- 操坦道「高血圧症のヘキサメトニウム塩療法」『診療室』第5巻第12号、医学書院、1953年12月、1070-1076頁、NAID 40017938020。
- 操坦道「昭和25年夏長崎県南松浦郡に流行したインフルエンザAについて-2-」『東京医事新誌』第70巻第12号、東京医事新誌局、1953年12月、693-696頁、ISSN 0371800X、NAID 40018657267。
- 操坦道「インフルエンザの臨床」『日本傳染病學會雜誌』第28巻第5号、日本感染症学会、1954年、325-343頁、doi:10.11552/kansenshogakuzasshi1926.28.325、ISSN 0021-4817、NAID 130004378609。
- 操坦道, 加地正郎「インフルエンザの早期診断についての諸問題」『綜合臨床』第3巻第3号、永井書店、1954年3月、351-355頁、ISSN 03711900、NAID 40018003844。
- 操坦道「最近におけるレプトスピラ病研究の趨勢」『日本内科学会雑誌』第45巻第6号、日本内科学会、1956年、549-562頁、doi:10.2169/naika.45.549、ISSN 0021-5384、NAID 130000882048。
- 操坦道, 小林譲「傳染性單核症 (腺熱) について」『日本傳染病學會雜誌』第30巻第5号、日本感染症学会、1956年、453-465頁、doi:10.11552/kansenshogakuzasshi1926.30.453、ISSN 0021-4817、NAID 130004378762。
- 操坦道「九州で見出された恙虫病病毒について」『東京医事新誌』第73巻第1号、東京医事新誌局、1956年1月、ISSN 0371800X、NAID 40018657636。
- 操坦道「感冒疾患群」『診療』第10巻第11号、診療社、1957年11月、ISSN 03710092、NAID 40017936714。
- 操坦道「原爆被爆者に見られる健康異常の特性」『広島医学』第12巻第11号、広島医学会、1959年12月、ISSN 03675904、NAID 40018459515。
- 大道八六, 井上邦夫, 小林譲, 藤本知之, 操坦道「広島地方の腺熱について」『日本傳染病學會雜誌』第37巻第1号、日本感染症学会、1963年、1-7頁、doi:10.11552/kansenshogakuzasshi1926.37.1、ISSN 0021-4817、NAID 130004379067。
- 操坦道「西日本におけるリケッチア症」『日本伝染病学会雑誌』第40巻第3号、日本伝染病学会、1966年6月、71-73頁、ISSN 00214817、NAID 40018348654。